# 淅川酸菜
淅川酸菜是河南省南阳市淅川县特有的一种食品，在外地以同样方法制作的酸菜因为水质不同就失去了淅川酸菜的特色。

## 制作方法
将新鲜的剌菜、小油菜、山野菜、萝卜缨、或者芝麻叶放在开水锅里煮至3—5成熟，捞出来放在大缸裡捂酸，腌制好的酸菜，色泽黄亮，可以煮面条吃，酸汤粘稠，爽口宜人，也可以炒着吃或者凉拌。

## 特点
经过水质和地质专家研究，淅川丹江水含有多种有益矿物质，从而使在这里腌制的酸菜美味可口。

## 吃法
干炒、牛肉炒酸菜、酸菜伴豆腐、酸菜面条等。另外以酸菜加其他肉类作为的饺子或者包子的馅料也是一种不错的选择。

## 参看
- 酸菜